# 德钦荛花
德钦荛花（学名：Wikstroemia techinensis），为瑞香科荛花属下的一个植物种。